# Róka-hegyi Táró 3. sz. barlangja
A Róka-hegyi Táró 3. sz. barlangja a Duna–Ipoly Nemzeti Parkban lévő Budai Tájvédelmi Körzetben, Budapest III. kerületében található egyik barlang.

## Leírás
A Pilis hegység egyik legdélkeletibb hegyének, a Róka-hegynek egyik, már nem művelt kőfejtőjében, természetvédelmi területen, sziklafal aljában található mesterséges táróból, amely vasráccsal van lezárva, nyílik a barlang bejárata. A kőfejtő DK-i oldalában van a táró. A barlangbejárathoz eljutni tehát csak a vasrács nyílásain keresztülbújva lehet, de ezt csak a vékony testalkatúak tehetik meg. A Róka-hegyi Táró 3. sz. barlangjának függőleges tengelyirányú bejárata a táró jobb oldalán, a Róka-hegyi Táró 1. sz. barlangjával szemben lévő falon, kb. 2 m magasan nyílik.
A Róka-hegyi Táró 3. sz. barlangja triász mészkőben hévizes oldódással keletkezett. Egy gömbüst van a 6 m magas hasadékjárat tetején, ahová könnyű mászással lehet eljutni. A száraz barlangban sok borsókő figyelhető meg. Az engedély nélkül megtekinthető barlang bejárásához barlangjáró alapfelszerelés szükséges.
A barlang térképlapja szerint a barlang másik neve Táró 3. sz. barlang (Sásdi 1997).

## Kutatástörténet
Kőbányászat következtében tárult fel a barlang. Az 1973-ban napvilágot látott Budapest lexikonban meg van említve, hogy a Róka-hegy tetején és oldalain működő vagy félbehagyott kőfejtők mélyedéseiből két kis (hévizes eredetű) akna, illetve néhány kis mesterséges üreg nyílik. Az 1984-ben kiadott, Magyarország barlangjai című könyv országos barlanglistájában nem szerepel a barlang neve. A barlangot 1997. március 22-én Sásdi László és Kovács Richárd mérték fel, majd Sásdi László a felmérés alapján megszerkesztette a barlang alaprajz térképét. Ekkor készült egy olyan hosszmetszet térkép is, amelyen a Róka-hegyi Táró 3. sz. barlangja és a Róka-hegyi Táró 1. sz. barlangja együtt vannak ábrázolva. A Róka-hegyi Táró 3. sz. barlangjának és a Róka-hegyi Táró 1. sz. barlangjának alaprajz térképén megfigyelhető ennek a hosszmetszetnek az elhelyezkedése a két barlangban. A Róka-hegyi Táró 3. sz. barlangjának két térképén 1:100 méretarányban van bemutatva a Róka-hegyi Táró 3. sz. barlangja.